# Pierre Auger
Pierre Auger, född den 14 maj 1899, död den 25 december 1993, var en fransk atomfysiker. Han var verksam inom områdena atomfysik, kärnfysik och den kosmiska strålningens fysik.

## Biografi

### Ungdomsåren
Pierre var son till kemiprofessorn Victor Auger och var student vid École Normale Supériure i Paris 1919 till 1922. Han arbetade sedan efter sin examen, under ledning av Jean Perrin, vid fakulteten för fysikalisk kemi på universitetet i Paris med studier av den fotoelektriska effekten.

### Karriären
År 1926 disputerade Pierre Auger i fysik vid Parisuniversitetet. Ett år senare utsågs han till assistent vid fakulteten och blev samtidigt adjungerad chef  för Institut de Biologie physico-chimique.
Under hans fortsatta tjänstgöring vid fakulteten utsågs han till chef 1934 och blev 1937 universitetslektor i fysik.
Han svarade fram till 1940 för kurser inom experimentell kvantfysik inom institutionen för teoretisk fysik och astrofysik. Han var samtidigt adjungerad föreståndare för laboratoriet för fysikalisk kemi, innan han sedan övertog ledarskapet för institutionerna för kvantfysik och relativitetsteori.
I slutet av andra världskriget utsågs han till direktör för den högre utbildningen under åren 1945 till 1948, vilket gjorde det möjligt för honom att introducera den första professuren i genetik vid Sorbonne, som besattes av Boris Ephrussi.
Den process där augerelektroner avges från atomer, Augereffekten, används i Augerelektronspektroskopi för studier av ytelement hos material. Auger har fått ge namn åt denna metod, trots att Lise Meitner upptäckte processen tidigare.

### Uppdrag
Auger var delaktig i tillkomsten av både CERN och ESRO. 
Han var ordförande för Centre International de calcul (Rom). 
Från 1948 till 1959 ledde han Unescos avdelning för matematik och naturvetenskap.
År 1977 invaldes han i franska vetenskapsakademin.

## I populärvetenskapen
Auger var under åren 1970 – 1980 värd för ett varje vecka återkommande populärprogram om avancerad forskning med titeln Les Grandes Avenues de la science moderne.
En av världens största mätinstrument för kosmisk strålning, Pierre Auger Observatory, är uppkallat efter honom.